# Euploea radiata
Euploea radiata är en fjärilsart som beskrevs av Hans Fruhstorfer 1910. Euploea radiata ingår i släktet Euploea och familjen praktfjärilar. Inga underarter finns listade i Catalogue of Life.